# Пансербизм

Флаг Сербии

Пансербизм — движение, возникшее в первой половине XIX века на Балканах, целью которого являлось объединение всех сербских земель в Великую Сербию.
Основателем пансербизма был Доситей Обрадович, писатель и мыслитель. Он писал произведения об освободительной борьбе сербского народа и патриотические стихи. Считал всех жителей Сербии, Боснии, Герцеговины, Черногории, Далмации, Хорватии, Сирмия, Баната и Бачки братьями независимо от религии и церкви. Среди других сторонников пансербизма — историк Йован Раич и Савва Текелий, которые публиковали работы о районах, находящихся под единым названием «Сербская земля».
Концепцию пансербизма поддерживали не империалисты, которые основывались на понятии сербского завоевания, а рационалисты. Они полагали, что рационализм смог бы преодолеть религиозные барьеры, которые разделяют православных славян, славян-католиков и славян-мусульман, то есть представителей единой нации. Идея унификации и гомогенизации силой была выдвинута Петром II Негошем.